# 哈爾貝格山
47°35′43″N 13°11′22″E / 47.595215°N 13.189572°E

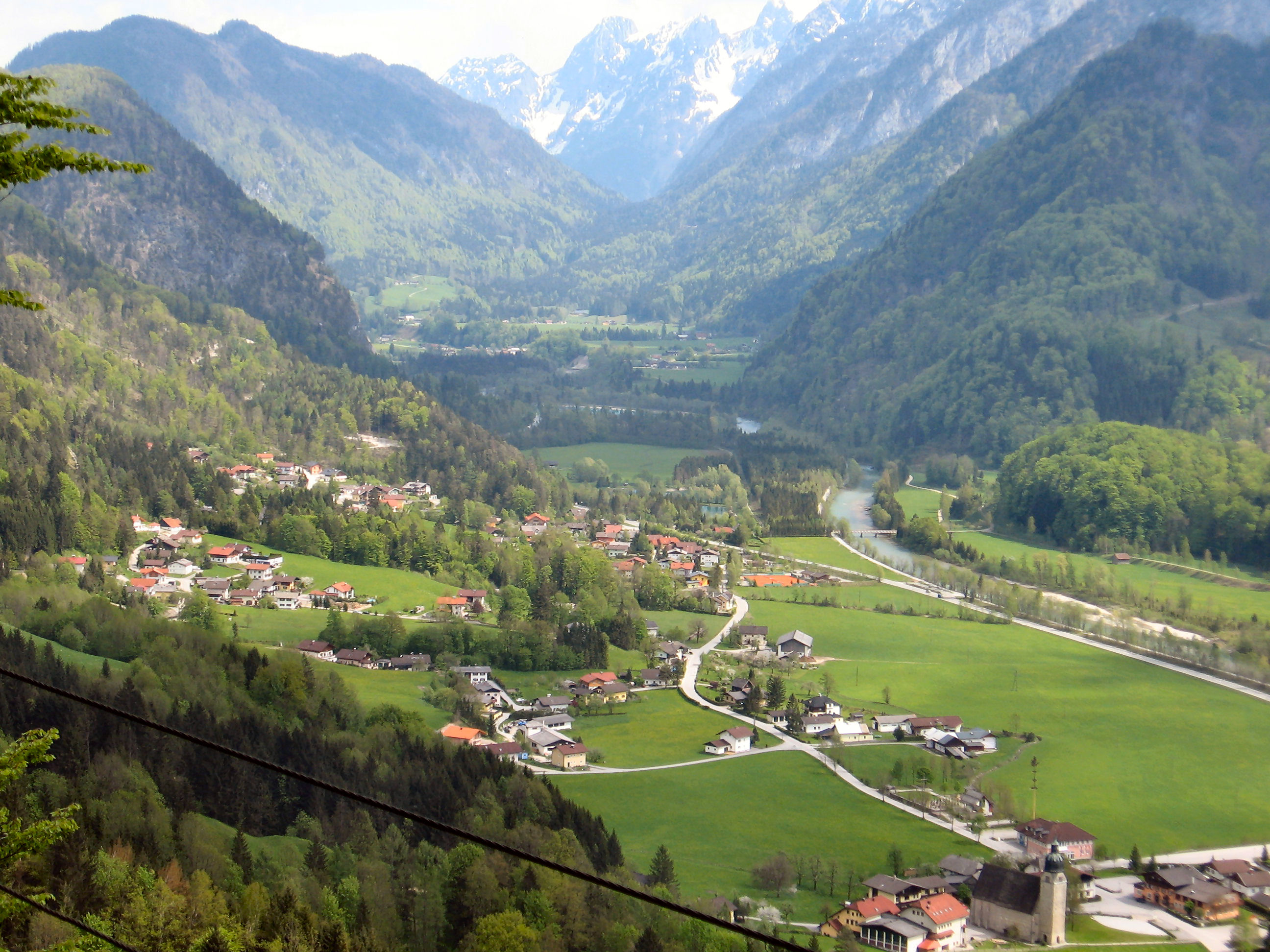

哈爾貝格山（德語：Haarberg），是奧地利的山峰，位於該國中部，由薩爾茨堡州負責管轄，屬於薩爾茲卡默古特山脈的一部分，處於薩爾察赫河畔戈靈附近，海拔高度688米。